# Петрівка (Голованівський район)
Петрі́вка — село в Благовіщенській громаді Голованівського району Кіровоградської області України. У 2025 році в селі зареєстровано 0 мешканців.

## Населення
Згідно з переписом УРСР 1989 року чисельність наявного населення села становила 24 особи, з яких 9 чоловіків та 15 жінок.
За переписом населення України 2001 року в селі мешкало 8 осіб. 100 % населення вказало своєю рідною мовою українську мову.